# Urmas Kruuse
Urmas Kruuse (ur. 14 lipca 1965 w Elvie) – estoński polityk i samorządowiec, członek Estońskiej Partii Reform, były burmistrz Tartu, od 2014 do 2015 minister zdrowia i pracy, w latach 2015–2016 i 2021–2023 minister rolnictwa.

## Życiorys
Ukończył szkołę średnią w rodzinnej miejscowości, a w 2004 studia z zakresu zarządzania na International University Audentes. Pracował m.in. jako operator magazynu, muzyk, menedżer ds. sprzedaży. W latach 2002–2007 sprawował urząd burmistrza Elvy, a w 2007 objął stanowisko burmistrza Tartu, które zajmował do 2014. Od 2007 do 2010 kierował zrzeszeniem miejscowości Estonii. 26 marca 2014 powołany na urząd ministra zdrowia i pracy w rządzie Taaviego Rõivasa.
W wyborach w 2015 wybrany do Riigikogu XIII kadencji. W 2019 i 2023 uzyskiwał mandat do estońskiego parlamentu kolejnych kadencji.
W kwietniu 2015 zaprzysiężony na urząd ministra rolnictwa w drugim gabinecie dotychczasowego premiera. Zakończył pełnienie tej funkcji wraz z całym gabinetem w listopadzie 2016. W styczniu 2021 w nowo utworzonym rządzie Kai Kallas ponownie objął stanowisko ministra rolnictwa. Pozostał na tym stanowisku również w powołanym w lipcu 2022 drugim gabinecie dotychczasowej premier. Urząd ten sprawował do kwietnia 2023.